# خانواده

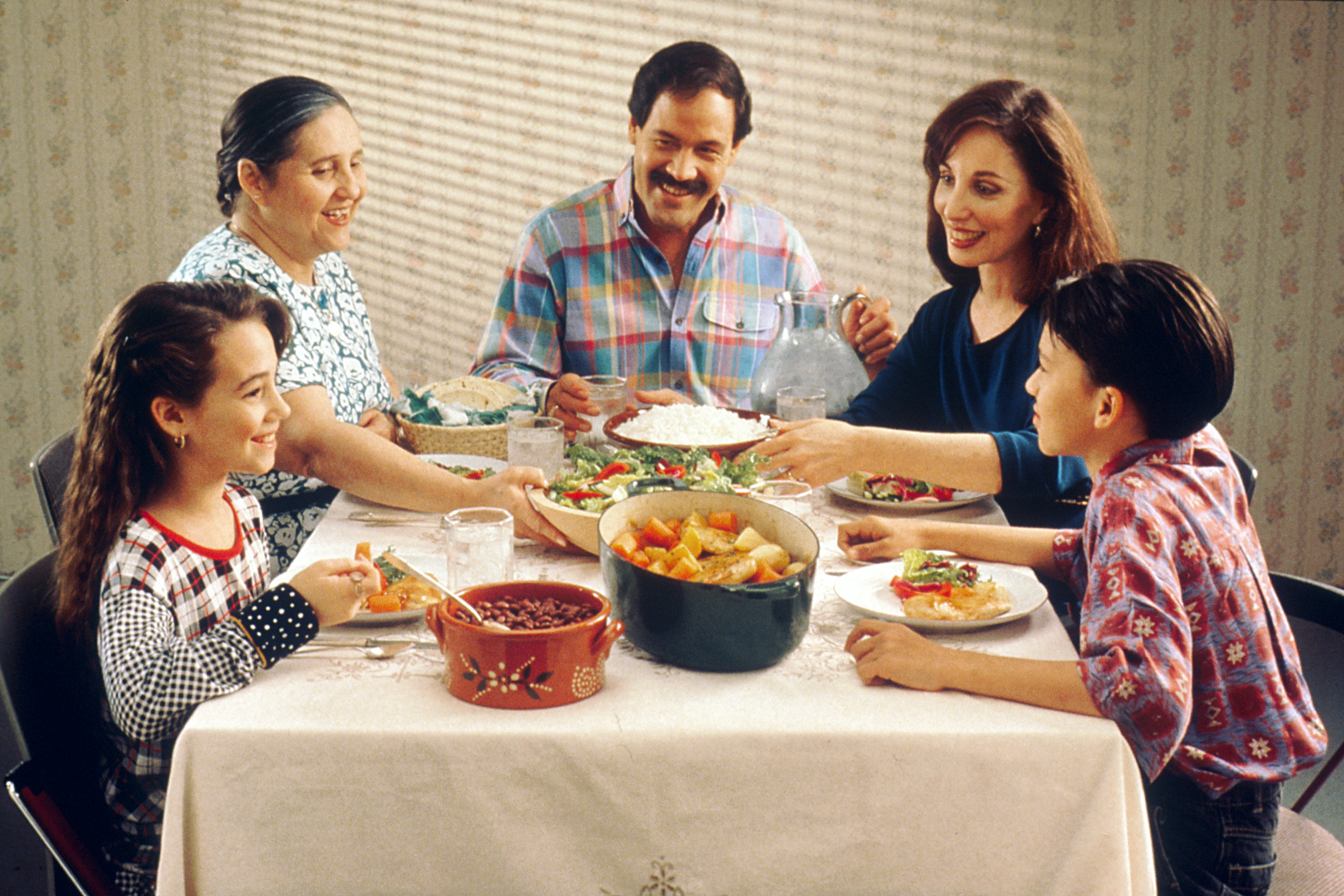
یک خانواده اسپانیایی بر سر میز غذا

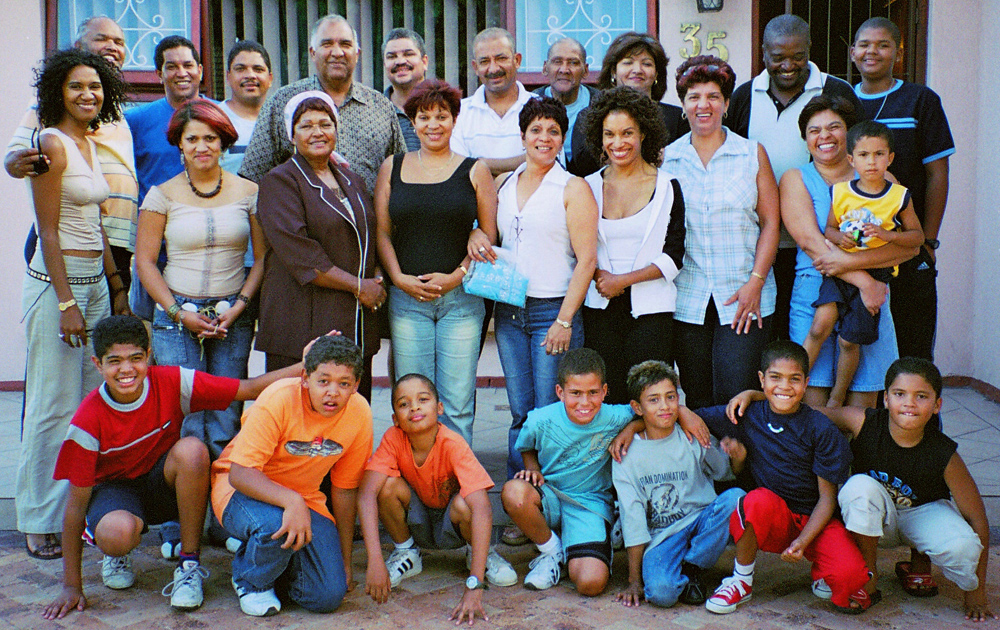
یک عکس دسته جمعی از یک خانواده گسترده اهل آفریقای جنوبی

خانواده به گروهی از افراد که با یکدیگر از طریق هم‌خونی، نسبت قانونی یا مکان زندگی مشترک وابستگی دارند گفته می‌شود. خانواده در بیشتر جوامع، نخستین و اصلی‌ترین نهاد جامعه‌پذیری کودکان است. در حالت ایده‌آل، خانواده‌ها قابلیت فراهم کردن ساختار و ایمنی را تا زمانی که اعضا بالغ می‌شوند و مشارکت در جامعه را یاد می‌گیرند، ارائه می‌دهند. از لحاظ تاریخی، در اکثر جوامع بشری از خانواده به عنوان کانون اصلی دلبستگی، پرورش و اجتماعی شدن یاد شده است.
سازمان ملل متحد در آمار جمعیتی سال ۱۹۹۴ خود، خانواده را چنین تعریف کرد: «خانواده یا خانوار، به گروه دو یا چند نفره‌ای گفته می‌شود که باهم زندگی می‌کنند، درآمد مشترک برای غذا و دیگر ضروریات زندگی دارند و از طریق خون، فرزندخواندگی یا ازدواج، با هم نسبت دارند. در یک خانواده ممکن است یک یا چند خانواده زندگی کنند، تمام خانوارها، هم خانواده نیستند.» انسان‌شناسان به‌طور کلی نهاد خانواده را به ترتیب یه شکل مادرتباری (مادر و فرزندان او)، خانواده هسته‌ای (زن، شوهر و فرزندان) و خانواده گسترده یا فامیل (به فرانسوی: famille) (گروه هم‌خون متشکل از خانواده هسته‌ای با سایر خویشاوندان) طبقه‌بندی می‌کنند. همچنین در برخی جوامع مفاهیم دیگری از خانواده وجود دارد که روابط سنتی خانواده را کنار گذاشته‌اند. خانواده به عنوان یک واحد اجتماعیِ جامعه‌پذیری، در جامعه‌شناسی خانواده مورد بررسی قرار می‌گیرد. تبارشناسی رشته‌ای است که دودمان‌های خانوادگی را در تاریخ مطالعه می‌کند. همچنین اقتصاد خانواده در علم اقتصاد بررسی می‌شود. اهدافِ خانواده و اقتضای تأسیس آن، ایجاب می‌کند که بانیانش در تحکیم و پایداری این نهاد کوشش کنند تا وحدت و پویایی آن تا پایان حفظ شود. در خانواده نقش‌های مختلفی وجود دارد که هر کدام با توجه به ویژگیشان توسط یک یا چند نفر از اعضای خانواده به عهده گرفته می‌شوند. به‌طور مثال، معمولاً وظیفه تامین هزینه‌های خانواده بر عهده پدر خانواده است. از مهم‌ترین وظایف در خانواده، تربیت فرزند است که بیشتر بر عهده پدر و مادر می‌باشد؛ اگرچه به دلیل ارتباط بیشتر مادر با فرزند، تأثیر بیشتر از طرف مادر بر فرزند صورت می‌پذیرد.